# اوبر لینار
اوبر لینار (فرانسوی: Hubert Linard‎؛ زادهٔ ۲۶ فوریهٔ ۱۹۵۳) دوچرخه‌سوار اهل فرانسه است.
از باشگاه‌هایی که در آن رکاب زده‌است می‌توان به تیم دوچرخه‌سواری پژو اشاره کرد.